# Mesoleptus sobrius
Mesoleptus sobrius là một loài tò vò trong họ Ichneumonidae.